# Enciam de mar
L'enciam de mar, llimac o alga sensitiva (Ulva lactuca) és una espècie d'alga verda de la família Ulvaceae molt comuna al litoral català. És comestible.

## Descripció
És una alga plana i fina que creix a partir d'un discoide. Els marges sovint són arrissats. Pot fer 18 cm o més de llargada i més de 30 cm d'amplada. El seu color és verd fosc. No sempre és fàcil diferenciar-la d'altres espècies del seu gènere.

## Distribució
És cosmopolita inclosa Austràlia i Nova Zelanda.
És molt comuna sobre roques en el litoral i sublitoral.